# Range (Oregon)
Range az Amerikai Egyesült Államok északnyugati részén, Oregon állam Grant megyéjében elhelyezkedő önkormányzat nélküli település.
Nevét a szomszédos legelőről (angolul rangeland) kapta. Az 1908. június 4-én megnyílt posta első vezetője Craig Thom volt.

## Fordítás
- Ez a szócikk részben vagy egészben  a   Range, Oregon című angol Wikipédia-szócikk ezen változatának fordításán alapul.  Az eredeti cikk szerkesztőit annak laptörténete sorolja fel. Ez a jelzés csupán a megfogalmazás eredetét és a szerzői jogokat jelzi, nem szolgál a cikkben szereplő információk forrásmegjelöléseként.